# یواس‌اس فرانکفورت (دی‌دی-۴۹۷)
یواس‌اس فرانکفورت، (دی‌دی-۴۹۷) (به انگلیسی: USS Frankford (DD-497)) یک کشتی بود که طول آن ۳۴۸ فوت ۳ اینچ (۱۰۶٫۱۵ متر) بود. این کشتی در سال ۱۹۴۲ ساخته شد.